# Juanfran (Fußballspieler, 1985)
Juanfran (* 9. Januar 1985 in Crevillente; bürgerlich Juan Francisco Torres Belén) ist ein ehemaliger spanischer Fußballspieler.

## Karriere

### Verein
Der in einem kleinen Vorort von Elche geborene Juanfran machte seine ersten Schritte im Fußball im Nachwuchs von Kelme CF in Elche. Mit 16 Jahren wechselte er in das Jugendsystem von Real Madrid. Von 2003 bis 2005 war er für Real Madrid B aktiv, wo er mit guten Leistungen im rechten Mittelfeld, gelegentlich auch im Sturm, die Real-Verantwortlichen überzeugen konnte. Als hoffnungsvolles Talent wurde er in den Kader der Erstvertretung der „Königlichen“ berufen. In seiner ersten Saison sollte es für ihn nur zu 6 Erstliga-Einsätzen reichen. Trotzdem erkannte man sein großes Talent und so kam es, dass man ihn für die Saison 2005/06 an Espanyol Barcelona verlieh, wo er gleich auf Anhieb zum Stammspieler heranreifte und zusammen mit seiner neuen Mannschaft die Copa del Rey bei einem 4:1-Finalsieg über Real Saragossa gewinnen konnte. Im Sommer 2006 transferierte Real Juanfran zu CA Osasuna, wo er es in über vier Jahren auf 147 Einsätze und 12 Tore brachte.
Im Januar 2011 unterschrieb Juanfran einen Vertrag bei Atlético Madrid. Er spielte achteinhalb Jahre für den Verein, den er nach dem Ende der Saison 2018/19 mit seinem Vertragsende verließ. Mit dem Klub konnte er zahlreiche Titel gewinnen. Neben der spanischen Meisterschaft 2014 auch die UEFA Europa League 2012 und 2018.
Anfang August 2019 unterzeichnete Juanfran einen Vertrag beim brasilianischen Klub FC São Paulo bis Mai 2020. Mit Auslaufen seines Vertrages beendete er seine aktive Spielerlaufbahn.

### Nationalmannschaft
Juanfran gewann mit der spanischen Auswahl die U-19-Fußball-Europameisterschaft 2004 in der Schweiz. Das Finale wurde in Nyon mit 1:0 gegen die türkische Junioren-Auswahl gewonnen. Er spielte ebenso für die U-20 seines Landes bei der Junioren-Fußballweltmeisterschaft 2003 in den Vereinigten Arabischen Emiraten, als er mit seiner Mannschaft erst im Finale den Brasilianern mit 0:1 unterlag. Im Jahr 2005 schied er mit der Mannschaft bereits im Viertelfinale gegen den späteren Turniersieger aus Argentinien aus.
Sein Debüt in der Nationalmannschaft gab er am 26. Mai 2012 im Freundschaftsspiel gegen Serbien. Es war ein direktes Vorbereitungsspiel auf die Fußball-Europameisterschaft 2012, wo er zum spanischen Aufgebot gehörte, aber nicht zum Einsatz kam.
Danach wurde er auch in den ersten Spielen der WM-Qualifikation berufen und gegen Frankreich bestritt er am 16. Oktober 2012 als Einwechselspieler sein erstes Pflichtspiel im Nationaltrikot. Danach dauerte es ziemlich genau ein Jahr bis zu einem weiteren Einsatz. Bei der Fußball-Weltmeisterschaft 2014 stand er wieder im Aufgebot. Nach zwei Niederlagen stand das Vorrunden-Aus bereits fest und so bekam er im dritten Gruppenspiel gegen Australien, das mit 3:0 gewonnen wurde, seinen ersten Einsatz bei einem großen Turnier, und durfte 90 Minuten durchspielen.
Nachdem er in 7 der 10 Qualifikationsspiele gespielt hatte, wurde er bei der Fußball-Europameisterschaft 2016 in Frankreich wieder in das Aufgebot Spaniens aufgenommen. Diesmal war er Stammspieler und bestritt alle Partien über die volle Spielzeit. Allerdings schied das Team als Titelverteidiger bereits im Achtelfinale gegen Italien aus.

## Erfolge
- U19-Europameister mit Spanien (2004)
- Copa del Rey mit Espanyol Barcelona und Atlético Madrid (2006, 2012)
- Europa-League-Sieger mit Atlético Madrid (2012, 2018)
- Europameister: 2012
- Spanischer Meister: 2014
- Spanischer Superpokalsieger: 2014
- UEFA-Super-Cup-Sieger: 2018